# Achatius von Auerswald
Pour les autres membres de la famille, voir Famille von Auerswald.
Caesar Achatius von Auerswald (né le 22 novembre 1818 à Münster et mort le 21 novembre 1883 à Berlin) est un juge et avocat administratif prussien. Il est député du Reichstag de la Confédération de l'Allemagne du Nord.

## Biographie
Achatius von Auerswald est le fils du ministre-président prussien Rudolf von Auerswald et de son épouse Adele von Dohna-Lauck (née le 31 mars 1795 et mort le 28 août 1859).
Il étudie au lycée de Braunsberg. Il commence à étudier le droit à l'Université de Königsberg et devient en 1838 membre du Corpslandsmannschaft Normannia. En tant qu'inactif, il rejoint l'Université Robert-Charles de Heidelberg et l'Université Frédéric-Guillaume de Berlin. En 1841, il devient auscultateur au tribunal d'État supérieur de Königsberg et à Insterbourg. En 1843, il entre au tribunal d'État de Trèves (de), en 1844 au tribunal d'État supérieur de Francfort-sur-le-Main (de) et en 1847 au tribunal de chambre. Après avoir échoué à l'examen d'évaluateur l'année précédente, il devient évaluateur du tribunal de chambre en 1848 et juge d'arrondissement à Braunsberg en 1850.
Il passe de l'administration de la justice à l'administration intérieure du royaume de Prusse et devient en 1852 administrateur adjoint de l'arrondissement de Braunsberg. Sa nomination définitive comme administrateur d'arrondissement est retardée jusqu'en 1855 car le ministère de l'Intérieur a des doutes sur son aptitude professionnelle et, surtout, sur sa fiabilité politique. À partir de 1864, il est conseiller gouvernemental principal à Dantzig, à partir de 1871, il est vice-président du district de Königsberg et de 1874 à 1882, il est président du district de Köslin,.
De 1867 à 1871, il est député du Reichstag de la Confédération de l'Allemagne du Nord et du Parlement des douanes pour la 2e circonscription du district de Dantzig (de) et avec le Parti conservateur.

## Famille
Il se marie avec Emma Marie Franziska von Buhl dite comtesse Schimmelpfennig von der Oye (de), veuve von Koschinsky (née le 18 juin 1824). Le couple a plusieurs enfants, dont : 
- Kathrina Freda Sophie (née le 22 octobre 1859) mariée le 4 février 1880 avec Karl Eugen Franz August von Klitzing, conseiller principal privé du gouvernement
- Adele Emma Anna (née le 12 décembre 1862) mariée le 2 décembre 1887 avec Gotthold Hoeppner (1853-1922), conseiller du gouvernement

## Honneurs
- Ordre de l'Aigle rouge de 2e classe avec une étoile
- Chanoine de la cathédrale de Mersebourg[8]
- Membre honoraire du Corpslandsmannschaft Normannia de Königsberg